# 21 Down
21 Down est un comics publié par Wildstorm, et créé par les scénaristes Justin Gray et Jimmy Palmiotti et par l'artiste Jesus Saiz. 

## Histoire éditoriale
Le titre est une série publiée sous forme de "saison" de 12 numéros. En fonction des ventes, les créateurs espéraient produire une seconde saison.

## Synopsis
Le comics raconte l'histoire du jeune Preston Kills, qui sent comment les gens vont mourir. Preston savait qu'il allait mourir à l'âge de 21 ans, d'où le titre du comics.

## Éditions reliées

### Éditions américaines
Seule la première partie de la série est sortie en édition reliée :
- The Conduit (contient 21 Down n°1-7, 176 pages, novembre 2003  (ISBN 1-4012-0120-2))[2].